# 泉町黒須野
泉町黒須野（いずみまち くろすの）は、福島県いわき市の大字である。郵便番号は971-8184。

## 地理
いわき市南東部の小名浜地区に属する。北で添野町、泉町、東で泉町下川、南で小浜町、金山町、西で石塚町とそれぞれ隣接する。概ね町村制施行以前の菊多郡黒須野村の流れを汲む地域である。二級水系藤原川支流である宝珠院川上流域の丘陵地を範囲とする。谷あいの平地に水田が広がり、西側の丘陵地にはいわき早稲田ニュータウンが造成され、住宅地が広がる。小名浜岡小名内に所在するいわき東警察署及び小名浜に所在する小名浜消防署がそれぞれ管轄にあたる。

### 主な字
字
- 江越

- 宮ノ作

- 早稲田

### 河川
- 宝珠院川（二級水系藤原川水系）

## 歴史
- 1879年1月27日 - 泉藩領黒須野村が福島県内における郡区町村制の施行により菊多郡の村となる[4]。
- 1889年4月1日 - 町村制の施行により黒須野村が玉露村、泉村、本谷村、滝尻村、下川村と合併し、菊多郡泉村が新たに発足する。旧黒須野村域は泉村の大字となる[4]。
- 1896年4月1日 - 菊多郡と周辺郡との合併により石城郡が発足し、石城郡泉村となる[4]。
- 1953年4月1日 - 泉村が町制施行し、泉町の大字となる[4]。
- 1954年3月31日 - 泉町が小名浜町、渡辺村、江名町と合併、磐城市が新たに発足し、磐城市の大字となる[4]。
- 1966年10月1日 - 磐城市が平市・常磐市・内郷市・勿来市、石城郡小川町・遠野町・四倉町・川前村・田人村・好間村・三和村、双葉郡久之浜町・大久村と合併しいわき市となり、いわき市小名浜地区の大字となる[4]。

## 世帯数と人口
2023年10月31日現在の世帯数と人口は以下の通りである。
| 大字       | 世帯数  | 人口   |
| ---------- | ------- | ------ |
| 泉町黒須野 | 436世帯 | 1082人 |

## 小・中学校の学区
市立小・中学校に通う場合、学区は以下の通りとなる。
| 番地           | 小学校                   | 中学校                 |
| -------------- | ------------------------ | ---------------------- |
| 字早稲田の一部 | いわき市立汐見が丘小学校 | いわき市立植田東中学校 |
| 上記を除く全域 | いわき市立泉小学校       | いわき市立泉中学校     |

## 交通

### 道路
- 福島県道20号いわき上三坂小野線（旧国道6号）

## 施設
- JGMセベバレステロスゴルフクラブいわき